# 부트 캠프 (소프트웨어)
부트 캠프(영어: Boot Camp) 또는 부트 캠프 어시스턴트(Boot Camp Assistant)는 애플이 제작한 소프트웨어로 인텔 프로세서 기반 매킨토시 컴퓨터에 윈도우 운영 체제를 설치하는 데 도움이 되는 애플의 맥 OS에 포함된 멀티 부팅 유틸리티이다. 부트 캠프는 윈도우를 설치할 파티션을 만들고 시동 디스크를 선택할 수 있게 도와 주며, 매킨토시에 장착된 장치의 윈도우용 드라이버를 제공한다. 부트 캠프는 바이오스를 가상으로 구현하여 윈도우를 설치하고 사용할 수 있게 한다.

## 개요
애플 로고가 나타날 때 옵션 키를 누르면 사용자가 시동할 운영 체제를 선택할 수 있다. 애플 키보드가 아닌 자판을 이용할 때에는 Alt 키가 일반적으로 같은 동작을 수행한다. 시동 관리자는 시작시 애플 리모트의 "메뉴" 단추를 눌러서 시작할 수도 있다.
부트 캠프는 맥 OS X와 윈도우 XP의 듀얼 부팅을 위해 오픈 소스 Xom 프로젝트를 대체하게 되었다.
모든 기능은 EFI와, GPT와 MBR 사이의 파티션 테이블 정보 동기화 구조를 통한 바이오스 에뮬레이션에 의지한다.

## 요구 사항
애플의 부트 캠프 홈페이지에서는 다음의 사항들을 요구한다.
- 최신 버전의 펌웨어로 업데이트가 되어 있는 인텔 기반의 맥
- 맥 OS X 10.5 레퍼드 이상
- 5 기가바이트 이상의 하드 디스크 남은 공간 (윈도우 7의 경우 15 기가 바이트를 권장)
- 윈도우 드라이버를 저장할, 쓰기 가능한 공 CD 또는 DVD (최신 버전은 맥 OS X 10.5 DVD에 드라이버를 포함한다)
- 완전한 버전의 운영 체제 : 서비스 팩 2 이상의 윈도우 XP 홈 에디션 또는 프로페셔널, 윈도우 7 (홈 프리미엄, 프로페셔널, 얼티밋) 32비트/64비트 지원 (윈도우 비스타의 경우 부트 캠프 최신 버전에서 지원을 중단함. 아래의 버전 정보 단락 참고.), 윈도우 8 (x64 전용)

## 동작 원리
부트 캠프는 가상화 기술을 사용하지 않으므로 여러 운영 체제를 동시에 사용할 수는 없다. 다른 다중 시동 시스템과 마찬가지로 운영체제를 바꾸려면 사용하고 있던 운영체제를 끝내고 다시 시동하여야 한다.
부트 캠프는 다음에 시동할 때 사용할 운영 체제를 고를 수 있도록, 맥 OS X의 시스템 환경 설정과 윈도우의 제어판에 시동 디스크 선택 프로그램을 설치한다. 또한 시동할 때 옵션(Option) 키 또는 알트(Alt) 키를 눌러서 시동할 운영 체제를 고를 수도 있다.

## 다른 운영 체제

#### GNU/리눅스
공식적인 애플 지원이 언급되지 않았으나 부트 캠프를 이용하여 다양한 GNU/리눅스 배포판을 실행할 수 있다

#### 64비트 (x64) 마이크로소프트 윈도우
애플은 선별된 애플 하드웨어에서 64비트 버전의 윈도우 비스타와 윈도우 7을 지원한다. 그러나 맥 OS X v10.6이 설치된 컴퓨터에서는 64비트의 윈도우 7만 지원한다. 64비트 버전의 윈도우 XP는 지원하지 않는다.

## 버전 정보
| 1.0 베타 (2006년 4월 5일)     | - 첫 버전 |
| 1.1 베타 (2006년 8월 26일)    | - 최신 인텔 기반의 매킨토시 컴퓨터 지원 - 알려진 크기에 대한 프리셋을 사용하여 파티션을 좀 더 쉽게 할 수 있음 - 어떠한 내부 디스크에서라도 윈도우 XP를 설치할 수 있음 - 아이사이트(iSight) 카메라 지원 - 내장 마이크 지원 - 애플 키보드의 오른쪽 애플 키를 누를 때 마우스 오른쪽 클릭 - Delete, PrintScreen, NumLock, 그리고 ScrollLock 키를 포함한 애플 키보드 지원 개선 |
| 1.1.1 베타 (2006년 9월 14일)  | - 코어2 듀오 아이맥 지원 |
| 1.1.2 베타 (2006년 10월 30일) | - 애플 USB 모뎀이 제대로 동작 - 트랙패드 스크롤과 마우스 오른쪽 단추 누름이 제대로 됨 - 유휴 상태의 재우기 버그 수정 - 윈도우 드라이버를 설치하는 동안 대화 상자 수를 줄임 - 여러 국가 언어 지원 개선 - 802.11 무선 네트워크 지원 개선 |
| 1.2 베타 (2007년 3월 28일)    | - 32비트 윈도우 비스타 지원 - 트랙패드, 애플타임 (동기화), 오디오, 그래픽, 모뎀, 아이사이트(iSight) 카메라에 한정하지 않고 드라이버 업데이트 - 애플 원격(리모트) 지원 (아이튠스와 윈도우 미디어 플레이어와 함께 쓸 수 있음) - 윈도우 작업 표시줄의 알림 영역에 부트 캠프 정보와 동작에 쉽게 접근할 수 있는 아이콘 추가 - 한국어, 중국어, 스웨덴어, 노르웨이어, 핀란드어, 러시아어, 그리고 프랑스어를 위한 키보드 지원 개선 - 윈도우 드라이버 설치 경험 개선 - 윈도우의 부트 캠프 온라인 도움말과 문서 업데이트 - 애플 소프트웨어 업데이트 (윈도우 XP, 비스타용) |
| 1.3 베타 (2007년 6월 7일)     | - 키보드 백라이트 지원 (맥북 프로에서만) - 애플 원격(리모트) 편성 - 그래픽 드라이버 업데이트 - 부트 캠프 드라이버 설치 프로그램 개선 - 다국어 키보드 지원 개선 - 지역화(다국 언어 지원) 수정 - 부트 캠프의 윈도우 도움말 업데이트 |
| 1.4 베타 (2007년 8월 8일)     | - 맥북 프로의 백라이트 키보드 지원 - 애플 원격(리모트) 편성 추가 - 그래픽 드라이버 업데이트 - 부트 캠프 드라이버 설치 프로그램 개선 - 지역화(다국 언어 지원) 수정 - 부트 캠프의 윈도우 도움말 업데이트 |
| 2.0 (2007년 10월 26일)        | - 부트 캠프 제어판 업데이트 - 키보드 지원 업데이트 - 드라이버 업데이트 - 언어 지원 업데이트 - 최신 맥 모델 지원 - 부트 캠프에 대한 윈도우 도움말 업데이트 |
| 2.1 (2008년 4월 24일)         | - 윈도우 XP 서비스팩 3 지원 - 윈도우 비스타 x64 지원 |
| 2.2 (2009년 11월 19일)        | - 휴대 기기의 트랙패드와 디지털 오디오 포트 문제 수정 - 애플 매직 마우스와 무선 키보드 지원 추가 |
| 3.0 (2009년 8월 28일)         | - 윈도우에서 맥 볼륨 읽기 지원 - 맥과 윈도우 사이의 파일 읽기/복사 - 애플 시네마 디스플레이에서의 고급 기능 지원 - 탭 투 클릭(tap-to-click) 지원 개선 - 윈도우의 시동 디스크 제어 명령 줄 버전 |
| 3.1 (2010년 1월 19일)         | - 윈도우 7 (홈 프리미엄, 프로페셔널, 얼티밋) 32비트/64비트 지원 - 애플 트랙패드 문제 안내 - 사용하지 않을 때 적색 디지털 오디오 포트 LED 끄기 (노트북 컴퓨터에 해당) - 애플 무선 키보드 및 애플 매직 마우스 지원 |
| 3.2 (2010년 11월 18일)        | - ATI 라데온 HD 5870 그래픽 카드, 애플 USB 이더넷 어댑터, 맥북 에어 슈퍼드라이브 지원 - 심각한 버그 수정 안내 - 64비트 윈도우 비스타 지원 중단 |
| 3.3 (2011년 8월 24일)         | - 심각한 버그 수정 - 새로운 하드웨어 지원 추가 - 모든 버전의 윈도우 XP와 비스타의 지원 중단 |
| 4.0 (2011년 7월 20일)         | - 모든 버전의 윈도우 XP와 비스타의 지원 중단 - 현재 맥 OS X 10.7 라이언에서만 사용 가능 |
| 4.0 (2012년 7월 25일)         | - OS X 10.8 마운틴 라이언에서만 사용 가능 |
| 5.0 (2013년 3월 15일)         | - OS X 10.8.3에서 업데이트 - 윈도우 8 지원 |
| 5.1 (2014년 2월 11일)         | - 윈도우 8.1과 윈도우 8.1 Pro를 지원 (64비트만) |
| 5.1.2 (2014년 10월 16일)      | |
| 6.0 (2015년 8월 13일)         | - 윈도우 10을 지원 (64비트만) |

## 같이 보기
- Parallels Desktop for Mac
- VM웨어 퓨전
- 버추얼박스